# باریچارا
باریچارا (انگلیسی: Barichara)یک منطقه مسکونی در کشور کلمبیا است.